# Německá okupace Paříže

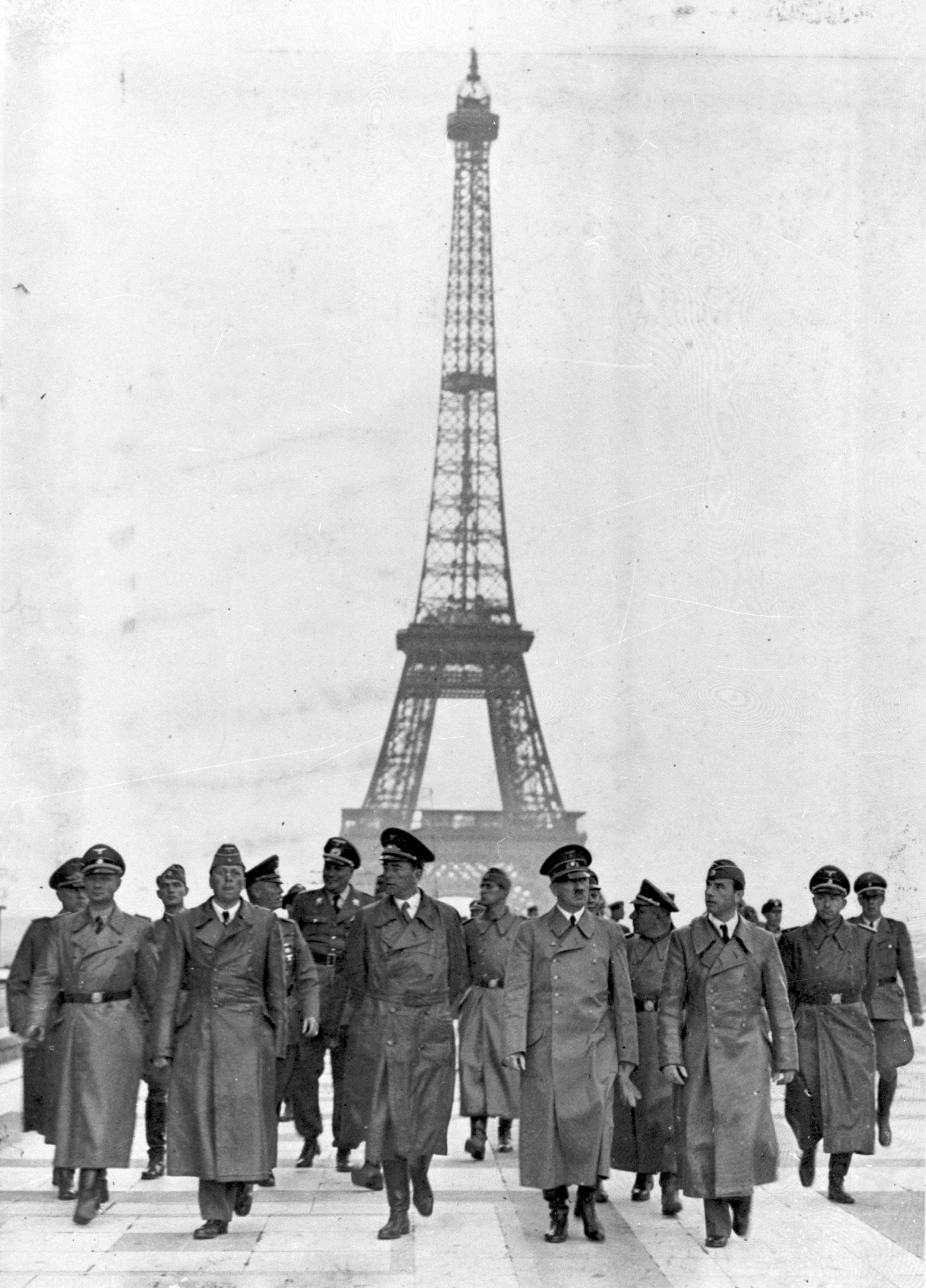
Adolf Hitler v dobyté Paříži

Německá okupace Paříže představuje období od 14. června 1940 (příchod německých vojsk) do 25. srpna 1944 (převzetí kontroly nad městem 2. obrněnou divizí a podepsání kapitulace), kdy bylo město Paříž pod správou Třetí říše. Toto období je charakteristické diktaturou okupantů vůči obyvatelstvu a také materiálním nedostatkem způsobeným druhou světovou válkou.

## Pozadí 1939–1940
Dne 3. září 1939 Francie vyhlásila válku nacistickému Německu. Během následující bitvy o Francii, která začala 10. května 1940, bylo město prohlášeno za otevřené město. Paříž tak byla bezprostředně ušetřena válečných operací, přesto byla 3. června bombardována a zemřelo přes 250 lidí. 10. června vláda opustila Paříž a zamířila do Tours a odtud do Bordeaux. Maršál Pétain navštívil Paříž poprvé od roku 1940 až 26. dubna 1944. Dne 14. června 1940 bylo hlavní město obsazeno vojsky Wehrmachtu. Paříž zůstala hlavním městem obsazeného území a stala se tak sídlem německého vojenského velení v okupované Francii, což znamenalo silnou přítomnost nepřátelských vojsk a okupačních orgánů.

## Příchod německých vojsk
Po příjezdu Němci i nadále prohlásili Paříž za otevřené město, které nemělo vlastní vojenskou obranu. Paříž ztratila téměř dvě třetiny obyvatel (zůstalo asi zde jen asi milión lidí), představitelé francouzské vlády odešli jednak do exilu a nebo se přesunuli do Bordeaux a posléze do Vichy. Okupanti nahradili symbolicky francouzské vlajky nacistickou vlajkou na veřejných budovách symbolizujících bývalou Třetí republiku. Wehrmacht uspořádal vojenskou přehlídku na Avenue des Champs-Élysées jako demonstraci své moci. Z obavy z občanských nepokojů byl vyhlášen zákaz nočního vycházení. Postupně byly vytvořeny nové ukazatele v němčině, hodiny byly nastaveny podle německého času a byl vyhlášen nový směnný kurs mezi říšskou markou a francouzským frankem.

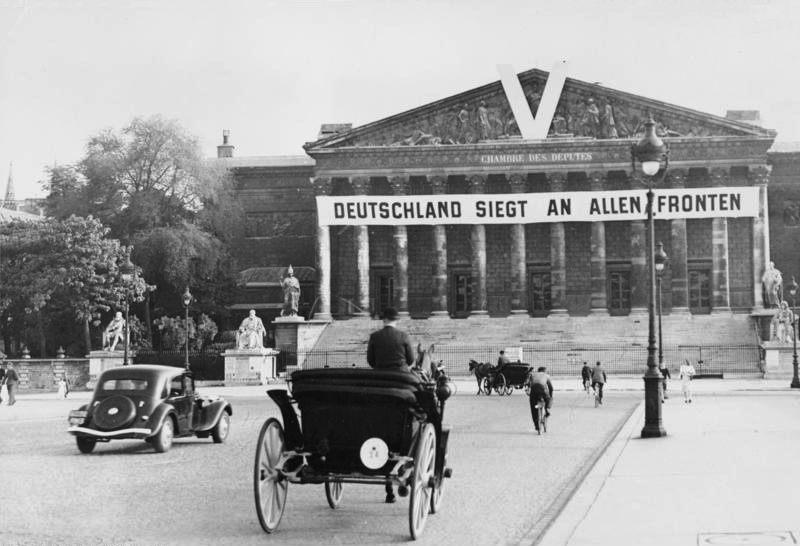
Propaganda na Bourbonském paláci: „Německo vítězí na všech frontách“

Vojenská a okupační správa se usídlila v zabavených domech, které musely splňovat dvě kritéria, muselo se jednat o domy z období Haussmannovy přestavby, neboť byly prostorné a pohodlné a musely mít druhý východ kvůli evakuaci při případném útoku. Tyto podmínky splňovaly především:
- Hôtel Majestic na Avenue Kléber: sídlo hlavního německého vojenského velení ve Francii
- Hôtel Lutetia na Boulevardu Raspail: sídlo Abwehru
- dům na rohu ulic Rue du 4-septembre a Avenue de l'Opéra: ústředí komandatury
- Avenue Champs-Élysées: Propagandastaffel
- Rue de Lille: německá ambasáda
- Hôtel Continental na Rue de Castiglione a Rue de Rivoli: zvláštní soud
- Avenue Foch č. 72: sídlo Sicherheitspolizei
- Rue de la Pompe, Rue des Saussaies, Rue Lauriston: úřady gestapa
- Palais Rose na Avenue Foch, Villa Coty (Avenue Raphaël), hotel Ritz (Place Vendôme), Hôtel de Crillon (Place de la Concorde), Boulevard Lannes č. 57: sídla německých hodnostářů
- Palais du Luxembourg: velitelství Luftwaffe
- Château de la Muette: velitelství Kriegsmarine
- Hôtel de la Marine na Place de la Concorde: prostory francouzského ministerstva námořnictví obsadila Kriegsmarine
- Nemocnice Salpêtrière sloužila německé armádě

## Běžný život v Paříži během okupace
Všeobecný nedostatek a přídělový systém znamenal rozvoj černého trhu, ať už se jednalo o potraviny nebo o uhlí. Nedostatek benzínu znamenal návrat a rozvoj alternativních způsobů dopravy jako fiakry, cyklotaxi a koňské povozy. Většina stanic pařížského metra byla uzavřena již v roce 1939 po vyhlášení mobilizace. V roce 1942 bylo ve městě dva milióny jízdních kol.
Školy byly v Paříži otevřeny v říjnu 1940.

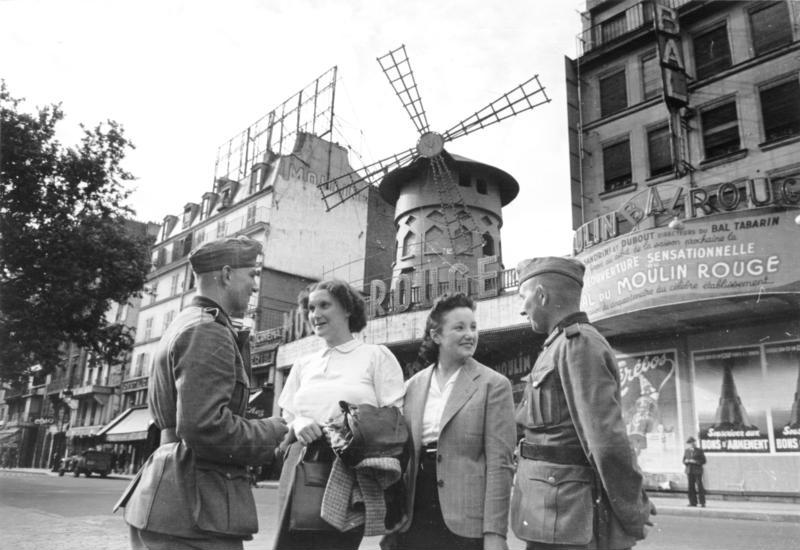
Němečtí vojáci před Moulin Rouge

Po obsazení začalo po celé Francii systematické plenění muzeí a soukromých sbírek, a to především těch, které patřily deportovaným nebo uprchlým židům. V oddělení orientálních sbírek muzea Louvre bylo vyčleněno šest sálů pro uskladnění uloupených sbírek, a kde si sám Hermann Göring 3. května 1941 přijel osobně vybrat díla pro svou rezidenci. Dalším skladištěm se stala Národní galerie Jeu de Paume. Díla zde byla uložena v krabicích označených iniciálami bývalých vlastníků. Zdejší muzejní kurátorka Rose Vallandová tajně evidovala ukradené umělecké předměty, takže bylo možné po válce zjistit jejich právoplatné vlastníky.
Podniky pro zábavu a volný čas byly i během války v provozu, ať už to byla divadla (Théâtre Sarah-Bernhardt muselo změnit název na Théâtre de la Cité), plavecký bazén Deligny, Vélodrome d'Hiver nebo kina Gaumont Palace (Rue Caulaincourt) nebo Maillot Palace (Avenue de la Grande Armée). Kino Normandie na Champs-Élysées bylo vyhrazeno pouze pro německé vojáky, stejně jako některé nevěstince (One-two-two, Le Chabanais). Němečtí důstojníci si oblíbili restaurace jako Maxim's (Rue Royale), La Coupole (Boulevard du Montparnasse) nebo La Mère Catherine (Rue Norvins).
Německá správa uspořádala i velké propagandistické výstavy jako La France européenne (Evropská Francie) v Grand Palais (635 000 návštěvníků), výstavu proti svobodným zednářům v Petit Palais v říjnu 1940, Le Juif et la France (Žid a Francie) v Palais Berlitz na Boulevardu des Italiens od září 1941 nebo Le Bolchevisme contre l'Europe (Bolševismus proti Evropě) v Salle Wagram na Avenue de Wagram od března 1942.

## Deportace židů

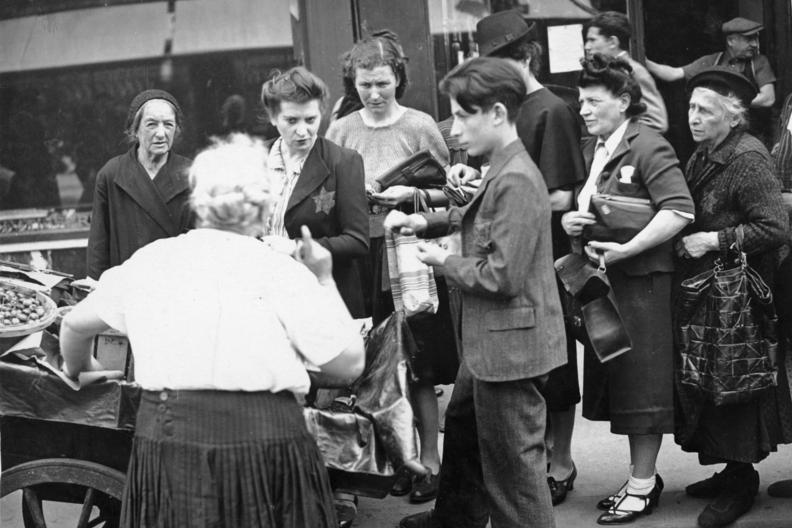
Židovské ženy na nákupu, červen 1942

29. května 1942 byla v okupované Francii zavedena pro židy povinnost nosit žlutou hvězdu. Ve dnech 16. a 17. července 1942 se konalo rozsáhlé zatčení zhruba 13 000 židů. 6 000 z nich bylo převezeno do koncentračního tábora v Drancy a 6 900 bylo soustředěno na Vélodrome d'Hiver, na jehož místě se dnes nachází památník. Následně byli deportováni do vyhlazovacích táborů ve východní Evropě.

## Odboj
Dne 23. prosince 1940 byl zastřelen inženýr Jacques Bonsergent, první odbojář popravený v Paříži. Odhalení členové francouzského odboje byli internováni v pevnosti Mont Valérien za Paříží, kde se konaly popravy. Zastřeleno zde bylo přes 1000 osob.

## Osvobození
Paříž byla spojeneckými letadly poprvé bombardována 3. září 1943, kdy zahynulo přes 400 osob. Další nálet 21. dubna 1944 si vyžádal více než 600 mrtvých.

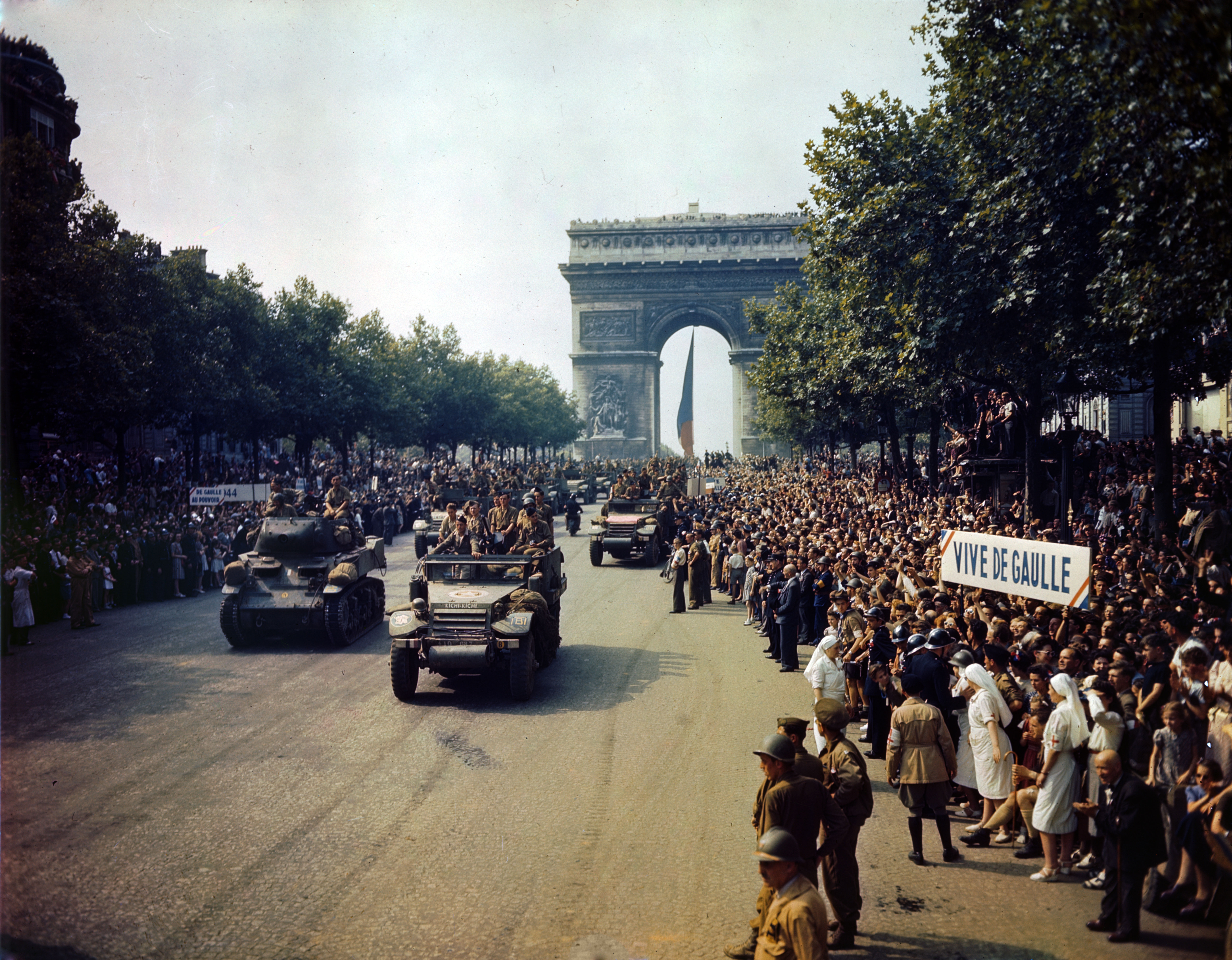
Vojenská přehlídka spojenců na Champs-Élysées 26. 8. 1944

Po vylodění spojenců v Normandii 6. června 1944 a jejich rychlému postupu směrem k Paříži se aktivizovalo i zdejší obyvatelstvo. Dne 10. srpna 1944 vstoupili zaměstnanci pařížského metra, ale i četnictva a policie do stávky, později se k nim přidali i zaměstnanci pošty. V reakci na to Němci zastřelili u vodopádu v Boulogneském lese v noci 16. srpna 35 mladých odbojářů. Když se ke stávce připojili i další zaměstnanci, byla 18. srpna vyhlášena generální stávka, při které členové francouzského odboje obsadili některé ulice a budovy včetně radnice. Následujícího den vypuklo ozbrojené Pařížské povstání.
Bitva o Paříž skončila 25. srpna, kdy do města den před tím vstoupila 2. obrněná divize maršála Leclerca a spojenecké oddíly a francouzští odbojáři převzali kontrolu nad městem. Na nádraží Montparnasse, které se stalo sídlem hlavního štábu, 25. srpna podepsal kapitulaci generál Dietrich von Choltitz, kterého Adolf Hitler jmenoval krátce před tím 7. srpna velitelem německé posádky v hlavním městě. Asi 10 000 německých vojáků padlo do zajetí. Na straně povstalců bylo asi 1500 mrtvých.
V noci z 26. na 27. srpna 1944 německé bombardéry podnikly nálet na Paříž, při kterém shořelo téměř 500 domů, 50 lidí bylo zabito a přibližně 500 zraněno. Paříž zůstala jinak masivního válečného bombardování ušetřena. Je však známo, že o záchranu francouzského hlavního města před zničením se velkou měrou zasloužil švédský diplomat, generální konzul Raoul Nordling, který přesvědčil generála von Choltitze, aby neprovedl rozkaz Adolfa Hitlera z 23. srpna, podle kterého mu bylo nařízeno bránit město „do posledního náboje“ a před vstupem spojenců do Paříže srovnat město se zemí. Měly být zničeny téměř všechny mosty přes řeku Seinu a významné památky jako Louvre, chrám Notre-Dame a Eiffelova věž a zatopeno metro.
| „                      | Paříž nesmí padnout do rukou nepřátel a nebo jen jako hromada trosek. | “ |
| — Z rozkazu A. Hitlera |                                                                       |   |

 Známá je též Hitlerova otázka během telefonického rozhovoru s generálem von Choltitzem: „Hoří Paříž?“ (Brennt Paris?)
Paříž je jedním z mála měst, které získalo francouzský Ordre de la Libération (Řád osvobození).

## Okupace Paříže v umění
S tématem nacistické okupace vzniklo mnoho děl, např. román Duben v Paříži rakouského spisovatele Michaela Wallnera o německém tlumočníkovi nebo filmy Muž, který plakal (2000), Pan Klein (1976) či Vlak (1964) podle skutečné události o záchraně nacisty ukradených uměleckých děl.
V roce 2008 vyvolala skandál výstava barevných fotografií Les Parisiens sous l'Occupation (Pařížané za okupace), kterou připravila Bibliothèque historique de la ville de Paris, a která představovala pouze fotografie, které pořídil představitel nacistické propagandy André Zucca. Zobrazovala proto pouze idylické obrázky lidí na vycházkách, hrající si děti apod.
Naopak na přelomu let 2010 a 2011 se v Couvent des Cordeliers uskutečnila fotografická výstava zobrazující každodenní život v Paříži během okupace, která vycházela z více zdrojů a byla plastičtější.